# Banjarbanggi
Banjarbanggi is een bestuurslaag in het regentschap Ngawi van de provincie Oost-Java, Indonesië. Banjarbanggi telt 2663 inwoners (volkstelling 2010).